# Robin Fransman
Robin Fransman (Amsterdam, 11 november 1968 — aldaar, 28 december 2021) was een Nederlands politicoloog en vaccinatiescepticus, die tijdens de coronapandemie de actiegroep Herstel-NL oprichtte.

## Biografie
Fransman werd geboren in Amsterdam, alwaar hij het Vossius Gymnasium bezocht. Hij studeerde vervolgens politicologie aan de Universiteit van Amsterdam.
Fransman was adjunct-directeur van Holland Financial Centre, hoofd Financiële sector bij Argumentenfabriek, toezichthouder bij de AFM, en aandelenanalist bij Van Lanschot bankiers. Hij schreef tal van artikelen en columns over financiële en economische zaken, waaronder over loonmatiging, de toeslagen en de lockdowns.
Fransman overleed in 2021 in het OLVG-ziekenhuis in Amsterdam aan de gevolgen van coronabesmetting.